# Santi Fabiano e Venanzio (församling)
Santi Fabiano e Venanzio är en församling i Roms stift, belägen i quartiere Tuscolano i sydöstra Rom och helgad åt de heliga Fabianus och Venantius. Församlingen upprättades den 10 augusti 1933.

Församlingen förestås av stiftspräster.
Till församlingen Santi Fabiano e Venanzio hör följande kyrkobyggnader och kapell:
- Santi Fabiano e Venanzio, Via Terni 92
- Santa Maria Immacolata e San Benedetto Giuseppe Labre, Via Taranto 51
- Cappella Domenicane di Santa Maria del Rosario, Via Oristano 12
- Cappella Istituto Regina degli Apostoli per le Vocazioni (Suore Apostoline), Piazza di Villa Fiorelli 7
- Cappella Monaci San Paolo Primo Eremita, Via Alcamo 82
- Cappella Santa Maria dell'Orto, Via Mirandola 21
- Cappella Suore Francescane Missionarie di Cristo, Via Terni 127
- Cappella Suore Vittime Espiatrici di Gesù Sacramento, Piazza Castroreale 1

## Institutioner inom församlingen
- Chiesa Annessa Santa Maria Immacolata e San Benedetto Giuseppe Labre
- Scuola Materna Maria Cristina Brando
- Casa «Gianelli» (Figlie di Maria Santissima dell’Orto (Gianelline) (F.M.H.))
- Casa di Procura "Madonna degli Angeli" (Suore Francescane Missionarie della Natività di Nostra Signora «Darderes» (F.M.N.))
- Casa di Procura (Domenicane Figlie di Santa Maria del Rosario (O.P.))
- Casa di Procura (Suore Vittime Espiatrici di Gesù Sacramentato (S.V.E.G.S.))
- Comunità (Istituto Regina degli Apostoli per le Vocazioni (Suore Apostoline))
- Comunità (Missionarie di Nostra Signora di Fatima)
- Scuola «San Giuseppe» (Suore Francescane Missionarie di Cristo (F.M.D.C.))
- Comunità "Casa San Clemente" (Istituto del Buon Pastore)
- Procura Generalizia (Monaci di San Paolo Primo Eremita (O.S.P.P.E.))
- Associazione "Don Andrea Santoro" – Associazione di Fedeli